# NGTS-10
NGTS-10 (indicato anche come 2MASS 06072933-2535417) è un sistema stellare visibile nella costellazione della Lepre. La componente principale (indicata come NGTS-10, NGTS-10 A e Gaia DR2 2911987212510959232) è una nana arancione, attorno alla quale orbita un gioviano caldo la cui scoperta è stata annunciata nel 2019. Della compagna (indicata come NGTS-10 B e Gaia DR2 2911987212508106880, abbreviato in G-6880), invece, non si hanno molte informazioni. La sua presenza si manifesta spettroscopicamente e come una lieve sfocatura nelle immagini acquisite dalla missione Gaia dell'ESA.
La particolare configurazione del sistema ha ostacolato anche la determinazione della sua distanza dal sistema solare. I dati ottenuti da Gaia indicherebbero una distanza di poco superiore al migliaio di anni luce. Tuttavia, la presenza della compagna nell'inquadratura non consente di confermare il dato con la dovuta accuratezza.

## Osservazione
Si tratta di una stella situata nell'emisfero celeste australe. La sua posizione moderatamente australe fa sì che questa stella sia osservabile specialmente dall'emisfero sud, in cui si mostra alta nel cielo nella fascia temperata; dall'emisfero boreale la sua osservazione risulta invece più penalizzata, specialmente al di fuori della sua fascia tropicale, e risulta invisibile più a nord della latitudine 65° N.
Essendo di magnitudine 14,340, la stella non è visibile ad occhio nudo ed è necessario l'utilizzo di un telescopio per osservarla.

## Caratteristiche
NGTS-10, la componente principale del sistema è una nana arancione. Assumendo che appartenga alla sequenza principale, ha massa e raggio pari al 69% delle corrispondenti grandezze solari. La sua età è stata stimata in 10,4±2,5 miliardi di anni.

## Sistema planetario
Attorno a NGTS-10 orbita un pianeta gioviano caldo, denominato NGTS-10 b, scoperto con il metodo dei transiti, in immagini acquisite tra il 21 settembre 2015 e il 14 maggio 2016 nell'ambito del programma di ricerca di pianeti extrasolari Next-Generation Transit Survey, da cui la denominazione del pianeta e della stella, condotto presso l'osservatorio del Paranal. Immagini di follow-up furono acquisite nel 2017, confermando la scoperta. La stella fu inoltre osservata con lo spettrometro HARPS installato sul telescopio di 3,6 metri dell'ESO posto all'Osservatorio di La Silla, in Cile, per determinare la massa del pianeta con il metodo delle velocità radiali.
NGTS-10 b possiede una massa all'incirca doppia rispetto a Giove e un diametro pari a 1,2 volte quello gioviano. Orbita attorno alla primaria in 18 ore e 24 minuti, ad 1,4 centesimi della distanza dell'orbita della Terra dal Sole. Anche nel confronto con l'orbita di Mercurio, risultano evidenti le ridotte dimensioni dell'orbita: il gigante gassoso dista dalla sua stella un ventisettesimo della distanza di Mercurio dal Sole. Al momento dell'annuncio della scoperta, NGTS-10 b si è rivelato il pianeta gioviano dal periodo orbitale più breve conosciuto. Resta da determinare se l'orbita sia stabile o stia subendo un progressivo decadimento.

### Prospetto del sistema
Segue un prospetto dei componenti del sistema planetario di NGTS-10, in ordine di distanza dalla stella.
| Pianeta | Tipo           | Massa                 | Raggio                | Periodo orb.     | Sem. maggiore   | Eccentricità | Incl. orbita | Scoperta        |
| ------- | -------------- | --------------------- | --------------------- | ---------------- | --------------- | ------------ | ------------ | --------------- |
| b       | gioviano caldo | 2,162+0,107 −0,092 MJ | 1,205+0,083 −0,117 rJ | 0,7668944 giorni | 0,0143±0,001 UA | 0.0          | 79,0°±2,0°   | 2019 (annuncio) |